# Верхівцеве
Верхі́вцеве — місто в Україні, залізничний вузол, 
адміністративний центр Верхівцівської міської громади Кам'янського району Дніпропетровської області.
Населення складає 10 148 осіб (2021).

## Географія
Місто Верхівцеве розташоване у південно-східній частині району, за 73 км на захід від обласного центру, а також на лівому березі річки Мокра Сура, за 1 км від сіл Адалимівка, Широке та селища Соколівка. Річка в цьому місці пересихає, на ній є декілька загат.

## Історія
На території сучасного міста виявлено поселення і могильник бронзової доби, а також курганні поховання. Про це зокрема свідчить велика колекція «кам'яних баб», зібраних видатним краєзнавцем Олександром Полем. Більшість цих пам'яток XI—XIII століть перенесена до Дніпровського національного історичного музею.
1884 року утворене робітниче селище при станції Любомирівка під час будівництва залізниці Донбас — Кривбас (нині — Придніпровська залізниця). Назва походить від розташованого неподалік села Любомирівка. У грудні 1888 року, після спорудження Саксаганської лінії Любомирівка — Колачевське, отримала статус залізничного вузла. Сучасну назву станція отримала 1 січня 1904 року на честь першого начальника Катерининської залізниці, талановитого інженера Олександра Верховцева.
На початку XX століття завдяки розвитку в регіоні металургійної промисловості, станція Верхівцеве розбудовується, збільшується і населення селища.
Під час революційних подій 1917—1919 років у Верхівцевому неодноразово змінювалась влада. В січні 1918 року було проголошено радянську владу, проте вже 1 квітня 1918 року селище окуповане німецько-австрійськими військами. Після залишення міста німецькими військами у грудні 1918 року влада знову перейшла до рук більшовиків. У середині травня 1919 року під час антибільшовицького повстання на декілька днів місто зайняли війська отамана Никифора Григор'єва. Жорстокі бої біля Верхівцевого точилися у липні 1919 року між Червоною армією та військами генерала Антона Денікіна. Наприкінці грудня 1919 року селище остаточно захопили радянські війська та встановили радянську владу.
За адміністративним поділом Української РСР 1923 року Верхівцеве входило до складу Катеринославської округи (з 1926 року — Дніпропетровська округа). В результаті адміністративної реформи 1937 року селище увійшло до складу Верхньодніпровського району, також до нього приєднано сусіднє село Козинка.
Впродовж 1920—1930-х років розвиток селища Верхівцеве тісно пов'язаний із залізничною станцією. На станції за цей період було збудовано сортувальну гірку, контору рудорозподілу, електростанцію, локомотивне та вагонне депо. В селищі було створено машинно-тракторну станцію, яка обслуговувала навколишні колгоспи.
Населення селища перед початком Другої світової війни становило 10 тис. мешканців. 12 серпня 1941 року Верхівцеве було окуповано німецько-нацистськими військами, 23 жовтня 1943 року звільнене від загарбників. За роки війни селищу та залізничній станції завдано значних руйнувань.
30 жовтня 1956 року рішенням Дніпропетровського обласного виконкому надано статус міста районного підпорядкування. Чисельність населення зростала з 9,1 тис. осіб у 1939 році до 11,7 тис. осіб у 1959 році  і до 14,4 тис. жителів у 1967 році.
12 червня 2020 року, відповідно до розпорядження Кабінету Міністрів України № 709-р «Про визначення адміністративних центрів та затвердження територій територіальних громад Дніпропетровської області, Верхівцівська міська рада об'єднана з Верхівцівською міською громадою.
17 липня 2020 року, в результаті адміністративно-територіальної реформи та ліквідації Верхньодніпровського району, місто увійшло до складу Кам'янського району.

## Населення

### Національний склад
Розподіл населення за національністю за даними перепису 2001 року:
| Національність  | Відсоток |
| --------------- | -------- |
| українці        | 87,95 %  |
| росіяни         | 9,9 %    |
| інші/не вказали | 2,15 %   |

### Мова
Розподіл населення за рідною мовою за даними перепису 2001 року:
| Мова            | Кількість | Відсоток |
| --------------- | --------- | -------- |
| українська      | 8783      | 86.67%   |
| російська       | 1267      | 12.50%   |
| циганська       | 20        | 0.20%    |
| вірменська      | 16        | 0.16%    |
| білоруська      | 14        | 0.14%    |
| румунська       | 9         | 0.09%    |
| гагаузька       | 1         | 0.01%    |
| німецька        | 1         | 0.01%    |
| інші/не вказали | 23        | 0.22%    |
| Усього          | 10134     | 100%     |

## Підприємства, організації
- Філіал "Дніпровська дистанція сигналізації та зв'язку" ( ШЧ )
- Верхівцівська дистанція колії № 10
- Верхівцівське вагонне депо № 13
- Верхівцівська дистанція енергопостачання № 3 Дніпропетровський центр механізації колійних робіт та ремонту колійної техніки
- Верхівцівський рейкозварювальний поїзд № 39
- Верхівцівська дистанція електропостачання, ділянка  Дніпровської дистанції сигналізації та зв'язку
- Інформаційно-обчислювальний центр
- Оборотне локомотивне депо
- Вагонне депо «Кам'янське»
- Ділянка будівельно-монтажного управління № 5
- Ділянка Дніпровської дистанції захисних лісонасаджень
- Команда воєнізованої охорони № 4
- ТОВ «Верхівцівський елеватор»
- ТОВ Верхівцевський олійноекстракційний завод

## Соціальна сфера
У місті працюють:
- Ліцей № 1 (раніше — Верхівцівський навчально-виховний комплекс
- Ліцей № 2 (раніше — Верхівцевська середня загальноосвітня школа № 2)
- дитячий дошкільний навчальний заклад «Теремок»
- музична школа
- міська бібліотека
- будинок культури
- Будинок дітей та юнацтва
- Центр розвитку «Лінгвіст»
- Верхівцевська міська лікарня
- Верхівцевська амбулаторія загальної практики — сімейної медицини
- Відділення «Нової пошти» № 1
- Відділення поштового зв'язку Верхівцівський ЦПЗ № 4 Дніпропетровської дирекції УДППЗ «Укрпошта»
- Філія Ощадбанк
- Відділення ПриватБанку
- Інтернет послуги провайдер «Верінет»
- АЗС «Авіас»
- Центральний ринок
- Міська рада
- Вокзал станції Верхівцеве

## Релігія
У місті знаходяться Храм преподобних Антонія і Феодосія Києво-Печерських (ПЦУ) (вул. Озерна, 9) та Свято-Троїцька церква (УПЦ МП) (вул. Троїцька).

## Транспорт

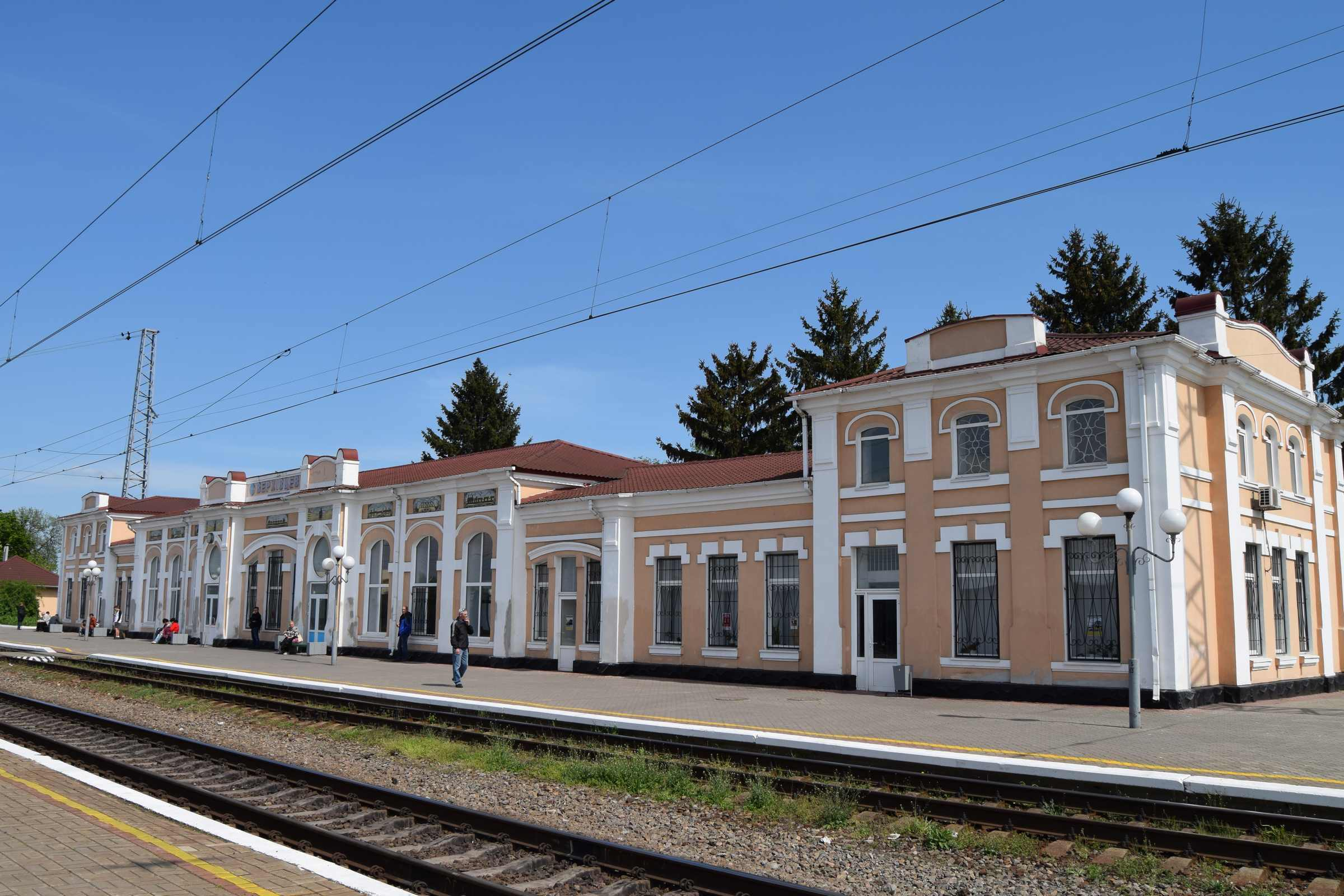
Вокзал станції

В місті розташовані вузлова залізнична станція Верхівцеве на перетині трьох залізничних ліній Верхівцеве — П'ятихатки, Верхівцеве — Кривий Ріг, Верхівцеве — Запоріжжя-Кам'янське, зупинний пункт 119 км.
Через місто пролягає автошлях територіального значення Т 0429.
З міста Верхівцеве курсують автобуси до обласного центру, Кам'янського, навколишніх сіл (Широке, Соколівка,Малоолександрівка тощо). В межах міста курсує громадський транспорт. Є можливість скористатися послугами таксі, працівники залізничних підрозділів можуть скористатися послугами службових автобусів, які здійснюють рейси до станції Верхівцеве.

## Архітектура
- Будівля залізничного вокзалу (архітектор — Горленський Ігнатій Платонович)
- Колишній будинок начальника станції (пізніше — Клуб залізничників, нині — центр відпочинку «Юніт»).

## Відомі уродженці
З містом пов'язане ім'я Олександра Поля — видатного українського дослідника-археолога, першовідкривача криворізького родовища залізних руд, який народився у родовому маєтку у сусідньому селі Малоолександрівка.
У місті народилися:
- Бухало Сергій Максимович — економіст, український політичний і державний діяч
- Гольдін Володимир Львович — інженер, розробник космічної техніки
- Калита Леонід Іларіонович — художник, член Національної спілки художників України
- Жабінець Олександр Михайлович — старший сержант Збройних сил України, учасник російсько-української війни 2014—2015 років
- Манзюк Віталій Тимофійович — селекціонер, доктор сільськогосподарських наук
- Прісняков Володимир Федорович — вчений та педагог, академік
- Томашенко Зінаїда Єреміївна — заслужена артистка України
- Чабаненко Андрій Трохимович — радянський адмірал;
- Чегорка Олександр Тимофійович — художник, член Національної спілки художників України
- Чулюк-Заграй Олександр Олександрович — співак, заслужений артист УРСР.
- Буря Алла Володимирівна — писанкарка народний майстер України. Член Національної спілки майстрів народного мистецтва України.

У місті тривалий час проживав, працював та похований Кудреватов Андрій Іванович — військовослужбовкць, Герой Радянського Союзу.

## Місто-побратим
Безьє, Франція